# Henry W. Parker
Pour les articles homonymes, voir Parker.
Henry Watson Parker (Lewisham, 1er juin 1808 – Richmond upon Thames, 2 février 1881) fut le troisième Premier ministre de Nouvelle-Galles du Sud. S'il sut jouer un rôle dans les premiers temps de la colonie, il ne sut pas s'adapter au fonctionnement démocratique qui se développa dans l'État à partir de 1856. 

## Jeunesse
Parker  était le fils de Thomas Watson Parker de Lewisham dans le Kent en Angleterre. Pour améliorer sa santé, il se fit embaucher par la Compagnie anglaise des Indes orientales et voyagea en Inde, en Chine et au cap de Bonne-Espérance. Il débarqua à Sydney en 1838 comme secrétaire de Sir George Gipps. Il épousa en 1843 Emmeline Emily, troisième fille de John Macarthur qui lui survécut sans enfant et qui lui permit d'entrer dans l'establishment de la colonie. En 1846 il fut nommé par le gouverneur membre de la Chambre Haute. En mai de la même année, il fut élu Président de Commission et occupa ce poste jusqu'à la création du premier gouvernement de l'État en 1856.

## Parlementaire
Parker fut élu député de la circonscription de Parramatta dans la première Assemblée et fut candidat au poste de Speaker (en) mais fut battu d'une voix par Daniel Cooper. En septembre 1856 John Hay fit voter un texte de défiance envers le Premier ministre Charles Cowper. Il indiqua au gouverneur William Denison que Parker lui semblait le meilleur candidat pour occuper le poste et le gouverneur lui demanda de former un gouvernement de coalition.

## Premier ministre
Parker offrit des postes ministériels à ses deux prédécesseurs, Charles Cowper et Stuart Donaldson mais Cowper refusa. En mars 1857 Parker avait réussi à faire voter quatre des cinq projets de lois proposés dont une loi pour rétablir le conseil municipal de Sydney (le Sydney Municipal Council Act). Il essaya de faire voter un projet de loi sur la réforme électorale mais il fut battu et il démissionna le 4 septembre 1857.
En 1858, il retourna en Angleterre et ne semble pas être revenu en Australie.
Il mourut à Richmond upon Thames en Londres,.